# Mimumesa atratina
Mimumesa atratina ist ein Hautflügler aus der Familie der Crabronidae. 

## Merkmale
Die Wespe erreicht eine Körperlänge von 8 bis 10 Millimetern (Weibchen) bzw. 7 bis 8,5 Millimetern (Männchen). Ihr Körper ist schwarz gefärbt. Der Petiolus ist länger als der Postpetiolus und auch die Tibien der Hinterbeine. Die Weibchen haben ein schmales, mittig glattes Pygidialfeld. Die Art kann leicht mit den anderen Arten der Gattung Mimumesa verwechselt werden. 

## Vorkommen
Die Art ist vom Norden Spaniens und Italiens bis nach Nordeuropa, knapp südlich des Polarkreises, sowie in Asien östlich bis nach Japan verbreitet. Die Art ist im Begriff, ihr Vorkommen weiter auszudehnen. Sie besiedelt verschiedene Lebensräume mit Sandböden und kommt auch im Siedlungsbereich des Menschen, etwa an Pflastersteinfugen vor. Die Art fliegt von Mai bis Mitte September, wobei eine partielle zweite Generation gebildet wird. Sie ist in Mitteleuropa verbreitet und ist die häufigste Art der Gattung Mimumesa. 

## Lebensweise
Die Weibchen legen ihre Nester – anders als in mancher Literatur erwähnt – unterirdisch an. Sie reichen fünf bis zehn Zentimeter tief in den Sand, erstrecken sich jedoch manchmal noch horizontal weiter. In Steilwänden angelegte Nester knicken nach unten ab. Insgesamt werden pro Nest vier bis zehn Zellen angelegt, die jeweils mit bis zu 17 Zwergzikaden (Cicadellidae) oder Spornzikaden (Delphacidae) gefüllt werden. Die Weibchen landen beim Nestanflug häufig 40 bis 70 Zentimeter vor dem Nesteingang und fliegen erst nach kurzer Pause in das Nest ein. Die Larven verpuppen sich in Kokons, in denen Teile der Beutetiere mit eingebaut werden. 